# 麻生俊平
麻生 俊平（あそう しゅんぺい）は、日本の小説家。早稲田大学第一文学部文芸専修卒業。ライトノベル系のファンタジー・SF作品を主に執筆している。
ハードボイルド調の文体で、時代を敏感に感じ取り社会批判などを織り交ぜつつも、若年層を対象にしたライトノベルとして重くなりすぎないバランス感覚のある小説が特徴。

## 経歴
編集者として働く傍ら、第2回ファンタジア長編小説大賞に応募し、SF風の世界観を持った『ポートタウン・ブルース』で小林めぐみの『ねこたま』とともに準入選を果たし、同作品により富士見ファンタジア文庫より小説家としてデビューする。このコンテストでは第4回まで大賞受賞者はなく準入選が最高であり、第1回には『スレイヤーズ』シリーズの神坂一、第3回には『魔術士オーフェン』の秋田禎信などのメンバーが準入選を果たしている。
2作目となる『ザンヤルマの剣士』は、まず短編として『月刊ドラゴンマガジン』の1992年8月号で短編が発表され、後に長編が発売された。

## 主な作品

### 富士見ファンタジア文庫
- ポートタウン・ブルース（1991年、挿絵：中村亮、全1巻）
- ザンヤルマの剣士（1993-1997年、挿絵：弘司、全10巻）
- ミュートスノート戦記（1998-2000年、挿絵：七瀬葵、全5巻）
- VS-ヴァーサス-（2003-2005年、挿絵：硝音あや、全5巻）

### 角川スニーカー文庫
- 若葉色の訪問者（1999年、挿絵：橋本正枝、全1巻）
- 無理は承知で私立探偵（2000-2001年、挿絵：中北晃二、全3巻）
- 突撃 お宝発掘部（2001-2002年、挿絵：別天荒人、全2巻）

### MF文庫J
- つばさ（2006-2007年、挿絵：藤田香、全3巻）

### トクマ・ノベルズEdge
- ホワイト・ファング（2008-2009年、挿絵：山根真人、全3巻）

### 徳間文庫
- 捜査班（2009-2010年、全2巻）

### 単行本未収録
- 薔薇の復讐（月刊ドラゴンマガジン増刊ファンタジアバトルロイヤル2000年3月号、挿絵：うめつゆきのり）
- 日本全国美少女紀行 めもりあるロマンス（月刊ドラゴンマガジン2001年6月-11月号、挿絵：若月神無）
- VS ―ヴァーサス― extra file 狂炎（月刊ドラゴンマガジン増刊ファンタジアバトルロイヤル2003年8月号、挿絵：硝音あや）
- 和泉貴理子警部補のユーウツ事件簿（2011年-、yomel.jpのち楽天koboやKindleなど、現在3編）

## 関連人物
- がぁさん - 漫画家。麻生とは親交が深く、あとがきで謝辞を述べる際に名前が出てくることが多い。